# در رادیو
«در رادیو» (به انگلیسی: On the Radio) تک‌آهنگی از هنرمند اهل ایالات متحده آمریکا دانا سامر است که در سال ۱۹۷۹ میلادی منتشر شد.